# José Fuentes Mares
José Fuentes Mares (Chihuahua, Chihuahua; 15 de septiembre de 1918 - ibídem, 8 de abril de 1986) fue un escritor, historiador, filósofo e historiógrafo mexicano. Nació y murió en la ciudad de Chihuahua. Se especializó en la historia mexicana del siglo XIX con especial dedicación a Benito Juárez y a la relación México-Estados Unidos.
Su obra principal es la novela Y México se refugió en el desierto donde alude al tema del Gobierno de Benito Juárez durante la Segunda Intervención Francesa en México y su resistencia contra el Imperio. Sin embargo su obra es vasta y de múltiples temas que analiza en detalle.

## Biografía
Licenciado en Derecho y doctor en Filosofía por la Universidad Nacional Autónoma de México. Fue rector de la Universidad Autónoma de Chihuahua. Impartió conferencias, cursos y seminarios en centros de estudios superiores de México y del extranjero. Fundó y dirigió el diario Novedades de Chihuahua. Trabajó como comentarista del noticiero de televisión 24 horas en los años setenta.

## Obra
Prolífico escritor, fue autor de más de 30 libros, entre los que destaca:
- Nueva guía de descarriados;
- Miramón el hombre;
- Libro sobre la buena mesa;
- el drama Su Alteza Serenísima;
- la novela Servidumbre;
- los apuntes autobiográficos de Intravagario

También se incluyen obras históricas, algunas noveladas Miramón, el hombre, Cortés, el hombre, Lerdo de Tejada y el amor, Santa Ana, historia de un comediante, Juárez y los Estados Unidos, Juárez y la intervención, Juárez y el imperio, Juárez y la República, Génesis del expansionismo norteamericano, La revolución mexicana, Las mil y una noches mexicanas, Poinsett, historia de una gran intriga, México, biografía de una nación, Historia de dos orgullos, El crimen de la Villa Alegría, Las memorias de Blas Pavón, La emperatriz Eugenia y su aventura mexicana, etc.

## Académico y reconocimientos
Miembro del Instituto de Cultura Hispánica de Madrid, ingresó en la Academia Mexicana de la Lengua como miembro correspondiente en Chihuahua en 1955. Fue miembro de la Academia Mexicana de la Historia, ocupó el sillón 8 de 1974 a 1986.
Recibió la condecoración Águila de Tlatelolco de la Secretaría de Relaciones Exteriores; el gobierno español le otorgó la Medalla Colón al Mérito Literario y el gobierno de Chihuahua la presea Ángel Trias. Fue becario de la Fundación Rockefeller.